# Chambre des députés (Berlin)
Pour les autres articles nationaux ou selon les autres juridictions, voir Chambre des députés.
19e législature
Preußischer Landtag
La Chambre des députés de Berlin (en allemand : Abgeordnetenhaus von Berlin) est le parlement régional de la ville-Land de Berlin.

## Histoire
Cette institution est créée par la constitution berlinoise de 1950, en remplacement du conseil municipal (Stadtverordnetenversammlung) initialement institué en 1808 et rétablie par les alliés en 1946 après avoir été supprimé par les nazis.
Cependant, jusqu'en 1991, la Chambre des députés possède une compétence limitée, tant en matière territoriale où son pouvoir ne s'exerce que sur Berlin-Ouest, qu'en matière législative puisque toutes les lois qu'elle vote, tout comme l'élection des Bourgmestres-gouverneurs ou des sénateurs — qui sont jusqu'alors élus et non encore nommés par le maire —, font l'objet d'une confirmation de la part des représentants des États-Unis, de la France et du Royaume-Uni.

## Bâtiment

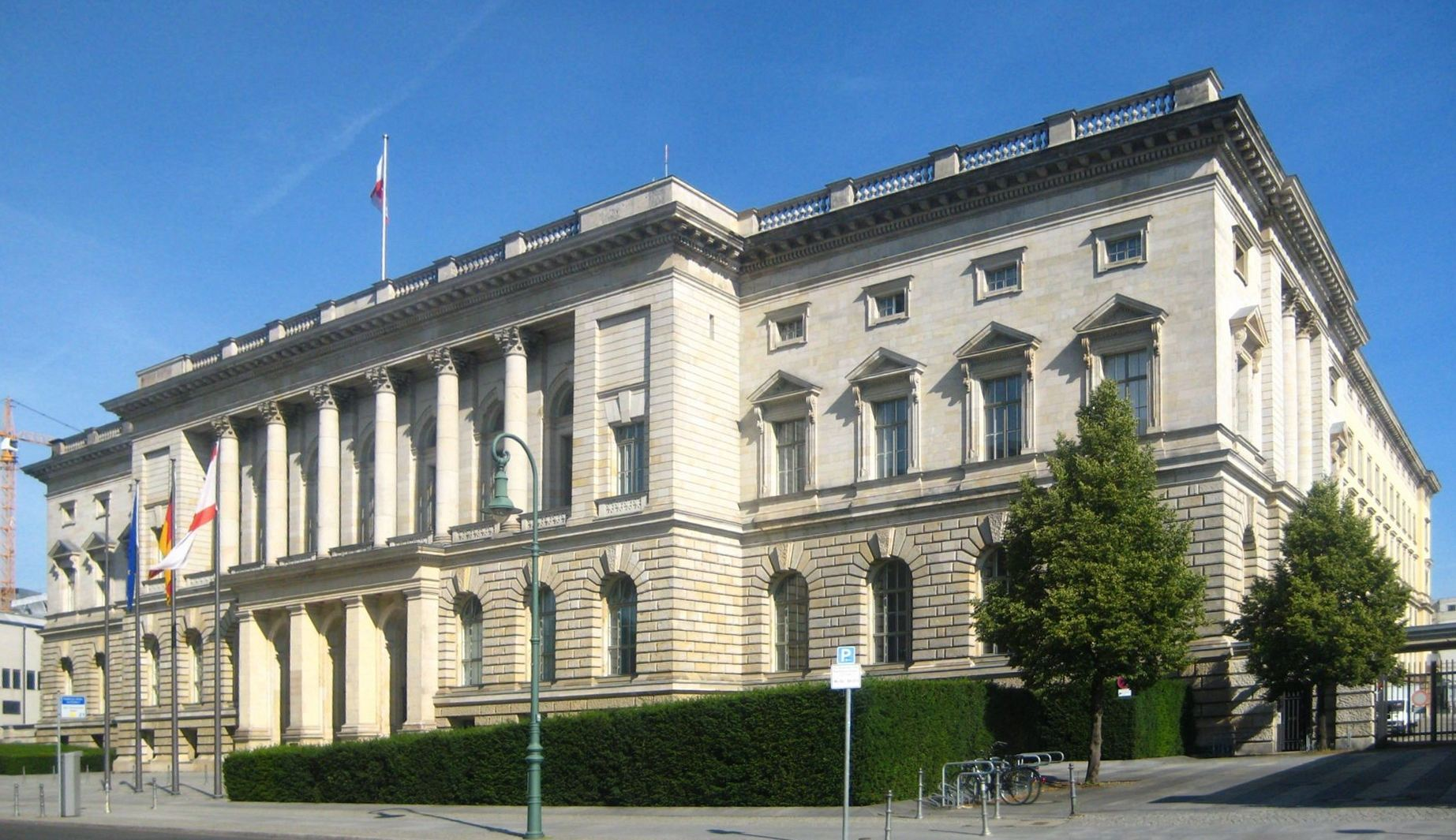
Chambre des députés de Berlin, qui se trouve dans le bâtiment ayant servi à la Chambre des représentants de Prusse à partir de 1899.

La chambre siège dans un bâtiment construit de 1892 à 1897 par l'architecte Friedrich Schulze-Kolbitz, pour la Chambre des représentants de Prusse (Preußisches Abgeordnetenhaus), la chambre basse du parlement prussien. C'est pour cette raison d'ailleurs, que ce bâtiment communique avec les locaux du Bundesrat (« Conseil Fédéral ») qui occupe l'ancien siège de la Chambre des seigneurs de Prusse, la chambre haute de ce même parlement prussien et qui est aussi l'œuvre du même architecte.
Il est à noter également, que durant la séparation de la ville, l'édifice se trouvait à Berlin-Est, le mur de Berlin qui longeait la Niederkirchnerstraße, passait à 50 mètres à peine devant la façade principale du bâtiment, la quasi-totalité de l'espace qui les séparait, étant occupé par le no man's land.
Le Detlev-Rohwedder-Haus, ancien siège du ministère de l'Aviation du Reich (dirigé par Hermann Göring), abritant désormais le ministère fédéral des Finances est lui aussi voisin du bâtiment, mais ne communique pas avec lui.

## Attributions
La Chambre des députés élit le bourgmestre-gouverneur. Outre sa fonction législative, elle a pour autre mission essentielle de contrôler les activités du Sénat de Berlin — le gouvernement du Land — et l'administration qu'il dirige. Son droit substantiel et suprême est l'adoption et le contrôle du budget. Afin de remplir les tâches qui lui sont imparties, l'assemblée plénière forme diverses commissions spécialisées.

## Composition actuelle
Cette assemblée est composée de 159 membres élus pour cinq ans au moyen d'un scrutin partiellement majoritaire d’arrondissement et partiellement proportionnel.
À la suite des élections législatives locales 12 février 2023, la répartition des sièges est la suivante : 
- Union chrétienne-démocrate d'Allemagne : 52 sièges
- Parti social-démocrate d'Allemagne : 34 sièges
- Alliance 90 / Les Verts : 34 sièges
- Die Linke : 22 sièges
- Alternative pour l'Allemagne : 17 sièges

## Présidents
- Otto Suhr, SPD (11 janvier 1951 – 11 janvier 1955)
- Willy Brandt, SPD (11 janvier 1955 – 2 octobre 1957)
- Kurt Landsberg, SPD (19 octobre 1957 – 4 mars 1958)
- Willy Henneberg, SPD (20 mars 1958 – 17 septembre 1961)
- Otto Friedrich Bach, SPD (21 septembre 1961 – 6 avril 1967)
- Walter Sickert, SPD (6 avril 1967 – 24 avril 1975)
- Peter Lorenz, CDU (24 avril 1975 – 10 décembre 1980)
- Heinrich Lummer, CDU (10 décembre 1980 – 11 juin 1981)
- Peter Rebsch, CDU (11 juin 1981 – 2 mars 1989)
- Jürgen Wohlrabe, CDU (2 mars 1989 – 11 janvier 1991)
- Hanna-Renate Laurien, CDU (11 janvier 1991 – 30 novembre 1995)
- Herwig Haase, CDU (30 novembre 1995 – 18 novembre 1999)
- Reinhard Führer, CDU (18 novembre 1999 – 29 novembre 2001)
- Walter Momper, SPD (29 novembre 2001 — 27 octobre 2011
- Ralf Wieland, SPD (27 octobre 2011 — 4 novembre 2021
- Dennis Buchner, SPD (4 novembre 2021 – 16 mars 2023)
- Cornelia Seibeld, CDU (depuis le 16 mars 2023)